# Alexander Peya
Alexander Peya, né le 27 juin 1980 à Vienne, est un joueur de tennis autrichien, professionnel depuis 1998.
Il a remporté dix-sept titres en double et atteint la finale de l'US Open en 2013 avec Bruno Soares.

## Carrière
Alexander Peya commence sa carrière professionnelle en 1998. Il peine à s'imposer sur le circuit ATP en simple, atteignant toutefois le 3e tour de l'US Open 2004 en écartant Thomas Enqvist. On peut encore noter cinq titres en tournois Challenger à Togliatti en 2001 et 2002, Aix-la-Chapelle en 2003, Busan en 2004 et Istanbul en 2006, une demi-finale au Tournoi de Zagreb après avoir battu le 26e mondial Robin Söderling et une victoire face au 13e mondial Mikhail Youzhny à l'Open de Kitzbühel.
C'est en double qu'il parvient à réaliser ses meilleurs résultats. En 2003, il atteint la finale de l'Open de Kitzbühel avec son compatriote Jürgen Melzer. Quelques années plus tard, il décide de se concentrer sur les tournois en double et remporte son premier tournoi ATP au tournoi de Hambourg avec Oliver Marach en 2011, année où il atteint quatre autres finales. À partir de 2012, il fait équipe avec le Brésilien Bruno Soares. Ensemble ils remportent 12 titres, atteignent 12 autres finales dont celle de l'US Open 2013 et se classent à la 3e place mondiale derrière les frères Bob et Mike Bryan.
Alexander Peya fait partie de l'équipe d'Autriche de Coupe Davis où il joue principalement les matchs de double. Il a joué la rencontre des quarts de finale en 2012 face à l'Espagne où il remporte son match de double avec Oliver Marach mais son équipe perd la rencontre 1 à 4.

## Parcours dans les tournois duGrand Chelem

### En simple
| Année | Open d'Australie | Open d'Australie | Internationaux de France | Internationaux de France | Wimbledon       | Wimbledon        | US Open        | US Open       |
| ----- | ---------------- | ---------------- | ------------------------ | ------------------------ | --------------- | ---------------- | -------------- | ------------- |
| 2004  | —                | —                | 1er tour (1/64)          | Daniel Elsner            | 2e tour (1/32)  | Andy Roddick     | 3e tour (1/16) | Tommy Robredo |
| 2005  | —                | —                | —                        | —                        | —               | —                | —              | —             |
| 2006  | —                | —                | —                        | —                        | 1er tour (1/64) | Irakli Labadze   | —              | —             |
| 2007  | —                | —                | 1er tour (1/64)          | Nicolás Lapentti         | 1er tour (1/64) | Janko Tipsarević | —              | —             |
| 2008  | —                | —                | —                        | —                        | 1er tour (1/64) | Mischa Zverev    | —              | —             |
| 2009  | —                | —                | —                        | —                        | 1er tour (1/64) | Tommy Haas       | —              | —             |

N.B. : à droite du résultat se trouve le nom de l'ultime adversaire.

### En double
| Année | Open d'Australie              | Open d'Australie               | Internationaux de France      | Internationaux de France    | Wimbledon                    | Wimbledon                    | US Open                       | US Open                   |
| ----- | ----------------------------- | ------------------------------ | ----------------------------- | --------------------------- | ---------------------------- | ---------------------------- | ----------------------------- | ------------------------- |
| 2004  | —                             | —                              | 1/8 de finale R. Wassen       | G. Etlis M. Rodríguez       | —                            | —                            | 2e tour (1/16) J. Melzer      | S. Aspelin Todd Perry     |
| 2005  | —                             | —                              | —                             | —                           | 2e tour (1/16) R. Lindstedt  | M. Knowles M. Llodra         | —                             | —                         |
| 2006  | —                             | —                              | 1/4 de finale Björn Phau      | L. Dlouhý P. Vízner         | 2e tour (1/16) Björn Phau    | S. Huss W. Moodie            | 2e tour (1/16) Björn Phau     | M. Damm Leander Paes      |
| 2007  | 1er tour (1/32) Björn Phau    | P. Hanley K. Ullyett           | 1er tour (1/32) Björn Phau    | A. Pavel A. Waske           | 1/8 de finale C. Kas         | M. Melo André Sá             | 1er tour (1/32) C. Kas        | M. Kohlmann R. Schüttler  |
| 2008  | 2e tour (1/16) J. Melzer      | D. Nestor N. Zimonjić          | 1er tour (1/32) J. Melzer     | J. Coetzee W. Moodie        | 1/4 de finale P. Petzschner  | J. Björkman K. Ullyett       | 1er tour (1/32) M. Kohlmann   | S. Aspelin J. Knowle      |
| 2009  | 2e tour (1/16) P. Petzschner  | S. Bolelli A. Seppi            | 1er tour (1/32) P. Petzschner | M. Granollers S. Ventura    | 2e tour (1/16) P. Petzschner | M. Bhupathi M. Knowles       | 1er tour (1/32) S. Stakhovsky | S. Bolelli A. Seppi       |
| 2010  | —                             | —                              | —                             | —                           | —                            | —                            | —                             | —                         |
| 2011  | 1er tour (1/32) S. Aspelin    | Lu Y-h. R. Schüttler           | 1/8 de finale C. Kas          | Max Mirnyi D. Nestor        | 1/2 finale C. Kas            | R. Lindstedt Horia Tecău     | 1er tour (1/32) C. Kas        | P. Hanley Dick Norman     |
| 2012  | 1er tour (1/32) O. Marach     | V. Hănescu O. Rochus           | 2e tour (1/16) Leander Paes   | M. Elgin D. Istomin         | 1er tour (1/32) N. Zimonjić  | C. Guccione L. Hewitt        | 1/4 de finale Bruno Soares    | M. Granollers Marc López  |
| 2013  | 2e tour (1/16) Bruno Soares   | T. Bellucci B. Paire           | 1/2 finale Bruno Soares       | Bob Bryan Mike Bryan        | 1/8 de finale Bruno Soares   | R. Bopanna É. Roger-Vasselin | Finale Bruno Soares           | Leander Paes R. Štěpánek  |
| 2014  | 1/8 de finale Bruno Soares    | M. Llodra N. Mahut             | 2e tour (1/16) Bruno Soares   | A. Begemann Robin Haase     | 1/4 de finale Bruno Soares   | V. Pospisil Jack Sock        | 1/4 de finale Bruno Soares    | M. Granollers Marc López  |
| 2015  | 2e tour (1/16) Bruno Soares   | O. Marach M. Venus             | 1/4 de finale Bruno Soares    | Ivan Dodig M. Melo          | 1/4 de finale Bruno Soares   | Jamie Murray John Peers      | 1er tour (1/32) Bruno Soares  | P. Oswald A. Shamasdin    |
| 2016  | 1er tour (1/32) P. Petzschner | V. Pospisil Jack Sock          | 1/2 finale Łukasz Kubot       | Bob Bryan Mike Bryan        | 1er tour (1/32) Łukasz Kubot | Ken Skupski Neal Skupski     | 1/4 de finale Łukasz Kubot    | P. Carreño G. García      |
| 2017  | 1er tour (1/32) Mate Pavić    | Jürgen Melzer A.-U.-H. Qureshi | 1er tour (1/32) P. Petzschner | Bob Bryan Mike Bryan        | 2e tour (1/16) P. Petzschner | Łukasz Kubot Marcelo Melo    | 1er tour (1/32) J. Knowle     | Jamie Murray Bruno Soares |
| 2018  | 2e tour (1/16) N. Mektić      | J. S. Cabal Robert Farah       | 1/2 finale N. Mektić          | P.-H. Herbert Nicolas Mahut | 1/8 de finale N. Mektić      | Robin Haase R. Lindstedt     | —                             | —                         |

N.B. : le nom du partenaire se trouve sous le résultat ; le nom des ultimes adversaires se trouve à droite.

### En double mixte
| Année | Open d'Australie              | Open d'Australie            | Internationaux de France     | Internationaux de France      | Wimbledon                     | Wimbledon                    | US Open                         | US Open                   |
| ----- | ----------------------------- | --------------------------- | ---------------------------- | ----------------------------- | ----------------------------- | ---------------------------- | ------------------------------- | ------------------------- |
| 2011  | —                             | —                           | —                            | —                             | —                             | —                            | 1er tour (1/16) T. Paszek       | J. Gajdošová Bruno Soares |
| 2012  | 1er tour (1/16) G. Voskoboeva | Lisa Raymond R. Bopanna     | 2e tour (1/8) A. Rosolska    | Liezel Huber Max Mirnyi       | 3e tour (1/8) A.-L. Grönefeld | Lisa Raymond Mike Bryan      | —                               | —                         |
| 2013  | 1er tour (1/16) T. Paszek     | Yan Zi S. González          | 1er tour (1/16) M. Minella   | Nadia Petrova J. S. Cabal     | 3e tour (1/8) A.-L. Grönefeld | Květa Peschke M. Matkowski   | 1er tour (1/16) A.-L. Grönefeld | Ashleigh Barty John Peers |
| 2014  | 2e tour (1/8) A.-L. Grönefeld | Zheng Jie Scott Lipsky      | 2e tour (1/8) Abigail Spears | A. Parra Santonja S. González | 2e tour (1/16) Abigail Spears | Belinda Bencic Martin Kližan | 2e tour (1/8) A. Hlaváčková     | T. Townsend Donald Young  |
| 2015  | 1/4 de finale A. Hlaváčková   | Martina Hingis Leander Paes | 1/4 de finale Tímea Babos    | L. Hradecká M. Matkowski      | Finale Tímea Babos            | Martina Hingis Leander Paes  | 2e tour (1/8) A. Kudryavtseva   | Chan Yung-jan R. Bopanna  |
| 2016  | 2e tour (1/8) Hsieh Su-wei    | Elena Vesnina Bruno Soares  | 1er tour (1/16) K. Srebotnik | G. Voskoboeva F. Martin       | 1/4 de finale Andreja Klepač  | A.-L. Grönefeld Robert Farah | —                               | —                         |
| 2017  | 2e tour (1/8) Zheng Saisai    | Sania Mirza Ivan Dodig      | 2e tour (1/8) Y. Shvedova    | A.-L. Grönefeld Robert Farah  | —                             | —                            | —                               | —                         |
| 2018  | —                             | —                           | 1/4 de finale N. Melichar    | Latisha Chan Ivan Dodig       | Victoire N. Melichar          | V. Azarenka Jamie Murray     | —                               | —                         |

N.B. : le nom de la partenaire se trouve sous le résultat ; le nom des ultimes adversaires se trouve à droite.

## Participation auMasters

### En double
| Année | Ville              | Surface    | Partenaire    | Résultats | Résultat final    |
| ----- | ------------------ | ---------- | ------------- | --------- | ----------------- |
| 2013  | Londres (O2 Arena) | Dur indoor | Bruno Soares  | 2v, 2d    | Demi-finaliste    |
| 2014  | Londres (O2 Arena) | Dur indoor | Bruno Soares  | 1v, 2d    | Éliminé en poules |
| 2018  | Londres (O2 Arena) | Dur indoor | Nikola Mektić | 0v, 2d    | Éliminé en poules |

## Classements ATP en fin de saison
| Année          | 1999 | 2000 | 2001 | 2002 | 2003 | 2004 | 2005 | 2006 | 2007 | 2008 | 2009 | 2010 | 2011 | 2012 | 2013 | 2014 | 2015 | 2016 | 2017 | 2018 | 2019 |
| Rang en simple | -    | 376  | 189  | 191  | 152  | 131  | 312  | 140  | 178  | 148  | 272  | 215  | 693  | -    | -    | -    | -    | -    | -    | -    | -    |
| Rang en double | 209  | 436  | 305  | 185  | 96   | 90   | 99   | 52   | 62   | 51   | 73   | 103  | 18   | 22   | 4    | 10   | 24   | 23   | 54   | 17   | 707  |

Source : (en) Classements de Alexander Peya sur le site officiel de la Fédération internationale de tennis